# Kichha
Kichha é uma cidade  no distrito de Udham Singh Nagar, no estado indiano de Uttaranchal.
There are many villages comes under tahsil Kichha, such as Govind Nagar Deoria, Chutki, Shantipuri, Khurpia Farm, Aazadpur, Lalpur, Maharajpur etc.

## Demografia
Segundo o censo de 2001, Kichha tinha uma população de 30,517 habitantes. Os indivíduos do sexo masculino constituem 53% da população e os do sexo feminino 47%. Kichha tem uma taxa de literacia de 56%, inferior à média nacional de 59.5%: a literacia no sexo masculino é de 63% e no sexo feminino é de 49%. Em Kichha, 17% da população está abaixo dos 6 anos de idade.